# NGC 1139
NGC 1139 (другие обозначения — MCG -3-8-38, NPM1G -14.0139, PGC 10888) — галактика в созвездии Эридан.
Этот объект входит в число перечисленных в оригинальной редакции «Нового общего каталога».
В галактике вспыхнула сверхновая SN 2000dp типа Ia, её пиковая видимая звездная величина составила 16,8.